# 咬甲癖

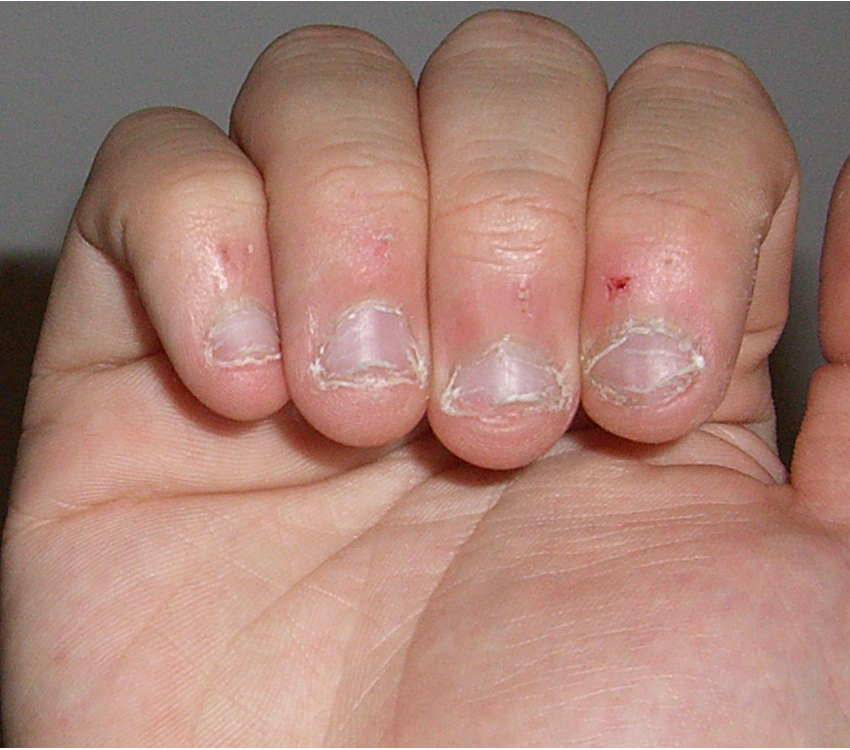
一名咬甲癖患者的手指。

咬甲癖是在紧张、压力、饥饿或无聊状态下啃咬指甲或趾甲的习惯性行为。有时也是心理或情绪失控的症状。这是一种强迫性、甚至是无意识的行为习惯，患者有时无法或难以意识到自己的行为。曾有记载显示某些患者在入睡时咬指甲。对于此种行为，有解释认为是由于做梦时或者梦境中事件造成的压力，或者是由于平时压力的表现。咬甲被认为是最常见的一种轻度自残行为。根据佛洛依德学说的解释，咬甲是口腔期粘滞的表现。大约有30%的7至10岁儿童与81%的青少年有此癖好。

## 负面作用
被咬的指尖，尤其是甲缘的皮肤，对于疼痛极为敏感。甲刺是角质层上的破损皮肤，当它们被不当地移除后，手指将容易被微生物与病毒的感染，并患上甲沟炎。牙疾也被认为与咬甲癖有所联系。此外，咬甲还有可能会使甲缝中难以清洁的细菌进入口中。

## 治疗

### 行为疗法
行为疗法往往可单独进行或作为其它治疗手段的补充。咬甲戒断的第一阶段为相反习惯训练（Habit Reversal Training ，HRT），这一阶段包括四个步骤，目的是使患者忘记咬甲习惯，或是代之以其它更积极的习惯。除此以外，还可以用刺激避免疗法（stimulus control therapy）来发现并消除经常导致咬甲冲动的刺激因素。也可以用咬具来避免咬甲行为。 
消除症状最有效的方法是药物治疗与行为治疗相结合。 

## 药物疗法
某些药物对于治疗咬甲成效显著。目前，某些最新的特效抗抑郁剂被用于咬甲治疗。此类药物也被用于治疗拔毛癖、心理强迫症。这些药物包括氯米帕明（clomipramine）、氟西汀（fluoxetine）、舍曲林（sertraline）、帕罗西汀（paroxetine）、氟伏沙明（fluvoxamine）、西酞普兰（citalopram）、依他普仑（escitalopram）、奈法唑酮（nefazodone）以及文拉法辛（venlafaxine）等。此外，小剂量使用精神分裂类药物如利培酮（risperidone）、奥兰扎平（olazapine）、喹硫平（quetiapine）、齐拉西酮（ziprasidone）、阿立哌唑（aripiprazole）可强化抗抑郁剂的治疗效果。值得注意的是，使用精神分裂类药物并不代表咬甲癖患者还有精神分裂症。